# Chevrolet Tacuma
Chevrolet Tacuma (укр. Шевроле Такума) — компактвен компанії GM Daewoo. Випускався з 2000 по 2008 рік. Побудований на базі Daewoo Nubira J100, а дизайн Tacuma був розроблений дизайнерами з Pininfarina.

## Опис

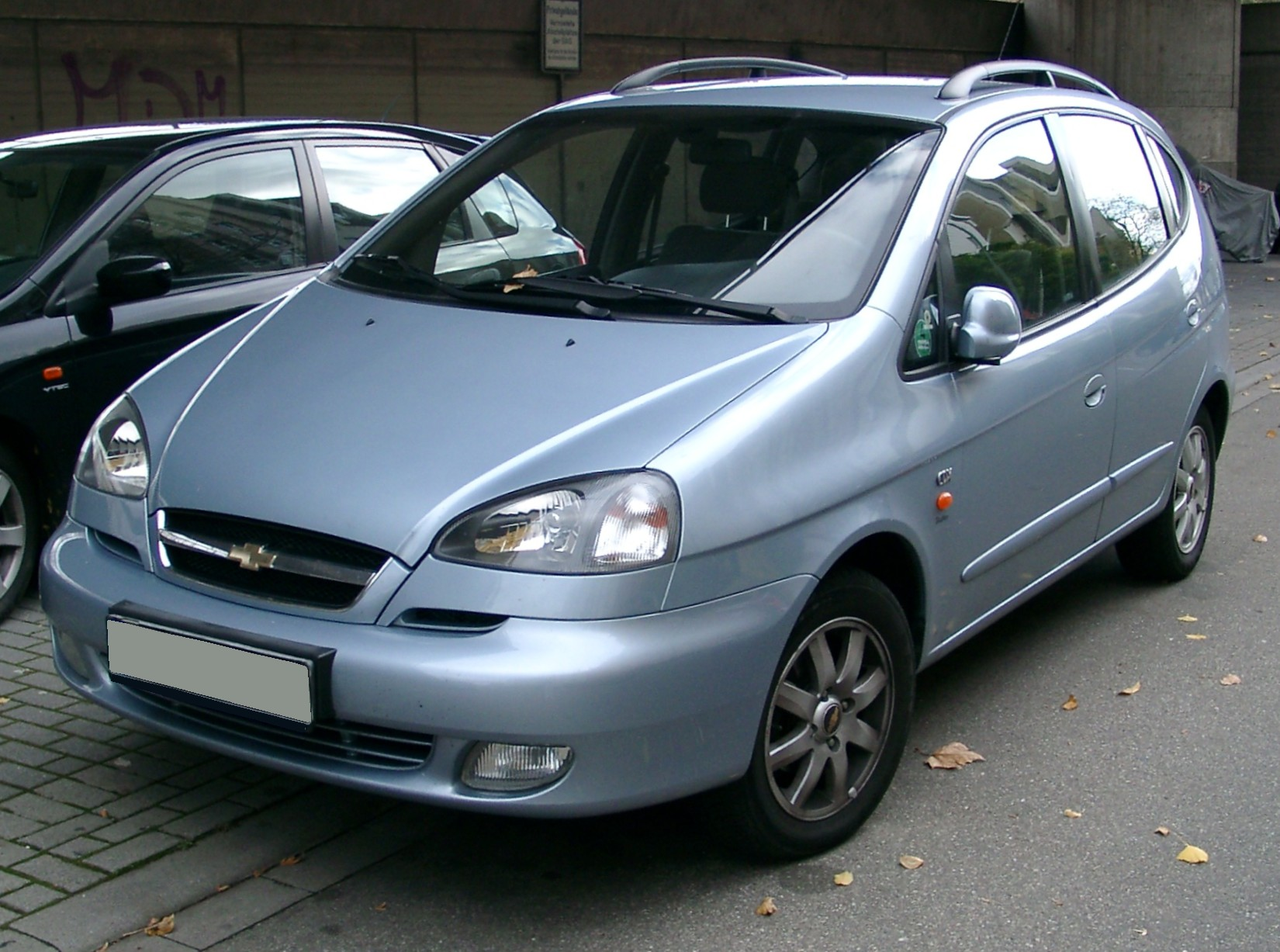
Chevrolet Tacuma (2004-2008)

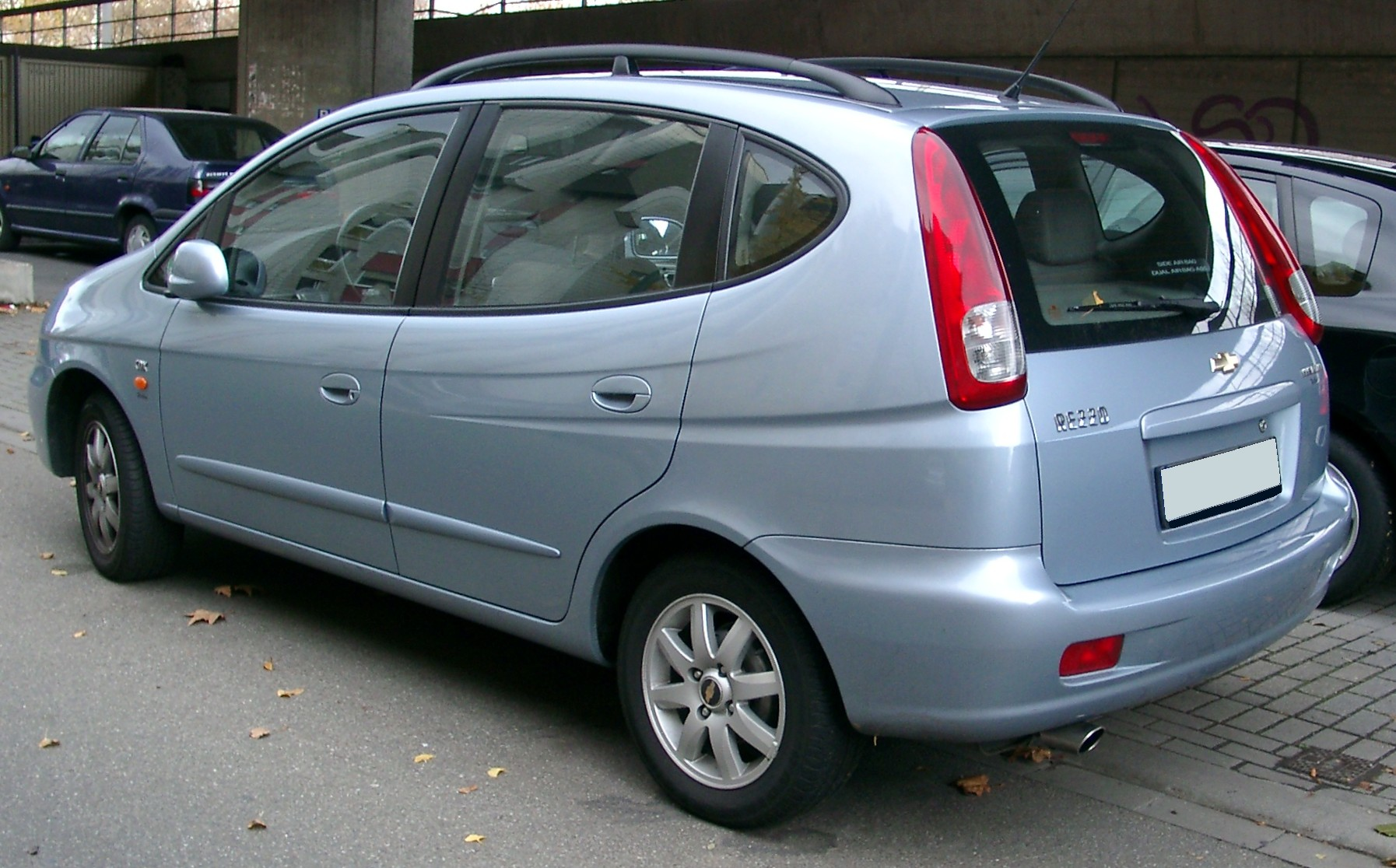
Chevrolet Tacuma (2004-2008)

Спочатку модель з'явилася під маркою Daewoo, але після того, як цей бренд перестав використовуватися на експортних ринках, стала продаватися як Chevrolet. На ринках ПАР і Південної Америки автомобіль відомий під назвою Chevrolet Vivant, в деяких країнах відомий під назвою Chevrolet Rezzo або Daewoo Rezzo.
Основними конкурентами автомобіля є Citroen Picasso, Renault Scenic, Chevrolet Lacetti Station Wagon і Hyundai Trajet. 
Стандартна комплектація Шевроле Такума представлена: бамперами під колір кузова, бризговиками, молдингами, регульованими підголівниками, сервокермом, велюровою обшивкою салону, відкидними столиками в спинках сидінь, 14-дюймовими литими дисками, повнорозмірним запасним колесом, кондиціонером, підігрівом дзеркал заднього виду, підігрівом заднього скла, передніми електросклопідйомниками, антеною, аудіопідготовкою, коректором фар, передніми і задніми протитуманними фарами, переднім і заднім підлокітником, регульованим по висоті водійським сидінням, антиблокувальною системою гальм, системою розподілу гальмівних зусиль, центральним замком, іммобілайзером і подушкою безпеки водія.
Tacuma комплектувався бензиновими двигунами об'ємом 1,6 л. (107 к.с.) або 2,0 л. (122 к.с.) і механічною п'ятиступінчастою, або автоматичною чотириступінчастою коробкою передач. Стандартна Tacuma була п'ятимісною, але в Південній Кореї була також доступна семимісна модифікація.

## Двигуни
| Модель | Двигун | Об'єм    | Циліндри/Клапани | Потужність                       | Крутний момент        |
| ------ | ------ | -------- | ---------------- | -------------------------------- | --------------------- |
| SE, SX | Otto   | 1598 см³ | Р4 16V           | 107 к.с. (79 кВт) при 6200 об/хв | 145 Нм при 4200 об/хв |
| CDX    | Otto   | 1998 см³ | Р4 16V           | 122 к.с. (90 кВт) при 5800 об/хв | 178 Нм при 4000 об/хв |